# Balearica
A Balearica a madarak osztályának darualakúak (Gruiformes) rendjébe és a darufélék (Gruidae) családjába, ezen belül a Balearicinae alcsaládba tartozó egyetlen nem.

## Rendszerezés
A nembe az alábbi 2 faj tartozik:
- feketenyakú koronásdaru (Balearica pavonina)
- szürkenyakú koronásdaru (Balearica regulorum)